# Megan Ganong
Megan Ganong (11 novembre 1979) è un'ex sciatrice alpina statunitense.

## Biografia
Megan Ganong, originaria di Olympic Valley e sorella di Travis, a sua volta sciatore alpino, in Nor-Am Cup esordì il 15 dicembre 1995 a Big Mountain in discesa libera (10ª), ottenne il primo podio l'8 dicembre 1996 a Lake Louise in supergigante (3ª), conquistò due vittorie, nelle discese libere disputate a Mammoth Mountain il 10 dicembre 1998, e salì per l'ultima volta sul podio il 25 febbraio 1999 a Sugarloaf in discesa libera (2ª); in quella stessa stagione 1998-1999 vinse la classifica di discesa libera. Sempre nel 1998 a Mammoth Mountain in discesa libera disputò la sua unica gara di Coppa del Mondo, classificandosi al 62º posto; prese per l'ultima volta il via in Nor-Am Cup il 3 aprile 1999 a Mount Bachelor in slalom speciale, senza completare la prova, e si ritirò durante la stagione 2002-2003: la sua ultima gara fu uno slalom gigante universitario disputato il 15 febbraio a Jiminy Peak. Non prese parte a rassegne olimpiche o iridate.

## Palmarès

### Nor-Am Cup
- Miglior piazzamento in classifica generale: 5ª nel 1999
- Vincitrice della classifica di discesa libera nel 1999
- 5 podi:
  - 2 vittorie
  - 1 secondo posto
  - 2 terzi posti

#### Nor-Am Cup - vittorie
| Data             | Località         | Paese       | Specialità |
| ---------------- | ---------------- | ----------- | ---------- |
| 10 dicembre 1998 | Mammoth Mountain | Stati Uniti | DH         |
| 10 dicembre 1998 | Mammoth Mountain | Stati Uniti | DH         |

Legenda:

DH = discesa libera